# Скорячий Яр
Скорячий Яр (укр. Скорячий Яр) — посёлок, входит в Черневецкий район Винницкой области Украины.
Население по переписи 2001 года составляло 37 человек. Почтовый индекс — 24100. Телефонный код — 4357. Занимает площадь 0,193 км². Код КОАТУУ — 524984511.

## Местный совет
24106, Вінницька обл., Чернівецький р-н, с.Мазурівка, вул.Леніна,70